# Kanarietall
Kanarietallen (Pinus canariensis) är ett träd inom tallsläktet som ursprungligen växer på Kanarieöarna. Arten är av subtropisk typ och tål således inte lägre temperaturer än −6 till −10 °C. . I sitt naturliga habitat växer den under extremt varierande regnfall, från mindre än 300 mm till flera tusen, mest på grund av skillnader i dimmfångst av trädkronorna. Under varma förhållanden är detta en av de mest torktåliga tallarna, som överlever med mindre än 200 mm per år.
Kanarietallen är ett stort, städsegrönt träd som vanligtvis blir 35-40 meter högt, i exceptionella fall 60 meter. Trädet har en rak stam som kröns av en konisk krona. Grenarna är uppåtriktade som på en kandelaber och de 15–30 cm långa barren är gröna eller gulgröna och ordnade i samlingar om tre. Trädets närmaste släktingar är grektall (Pinus brutia), terpentintall (Pinus pinaster) och Pinus roxburghii. Arten förekommer i bergstrakter mellan 1200 och 2200 meter över havet. Det är det högsta trädet på Kanarieöarna.
Kanarietallen har minskat en del på grund av överavverkning och det är endast Teneriffa och La Palma som fortfarande har kvar stora skogar. Före 1950-talet hotades beståndet av intensivt skogsbruk samt av skogsbränder. Skogsbruket sker efter det mer varsamt och skogarna håller på att återhämta sig. IUCN listar arten som livskraftig (LC).